# Ricardo Courtenay
Ricardo Courtenay, noble, prelado y militar inglés, vigesimosegundo obispo de Norwich, muerto el 15 de septiembre de 1415 en el sitio de Harfleur, combate prolegómeno a la famosa batalla de Agincourt entre ingleses y franceses por la guerra de los Cien Años.

## Su linaje
De elevada cuna, Ricardo Courtenay era hijo de Sir Felipe Courtenay, Señor del Castillo de Powderham (Exeter), y nieto de Hugh, barón de Devon. Se contaba entre la descendencia de Eduardo I de Inglaterra y su tío, Hugh Courtenay, ostentaba el alto cargo de arzobispo de Canterbury.
Aunaba en su persona, por lo tanto, lo mejor de la nobleza inglesa y lo más granado de la Iglesia británica.

## Su juventud
Ricardo fue educado en el Exeter College de Oxford e ingresó pronto a la Iglesia, donde su carrera fue meteórica: Deán de St Asaph y Deán de Wells, para ser nombrado obispo de Norwich en 1413.
Fue, además, Canciller de la Universidad de Oxford (1407) y reelecto en 1410. 
Defendió en 1411 la autonomía de la Universidad frente al trono inglés y debatió con Tomás Arundel, arzobispo de Canterbury y tío del Conde de Arundel (futuro camarada de armas de Ricardo), acerca del particular. Ricardo, sin embargo, fue derrotado, porque el arzobispo contaba en su postura con el beneplácito del rey Enrique IV y del papa Gregorio XII.
Courtenay se hizo muy amigo del Príncipe de Gales Enrique (futuro Enrique V) quien, apenas coronado, lo nombró obispo y Tesorero del Patrimonio Real. Conociéndolo inteligente, astuto y totalmente dedicado a su causa, Enrique lo nombró también para un importante cargo diplomático en Francia. En medio del conflicto conocido como guerra de los Cien Años, Enrique planeaba invadir el continente y necesitaba para ello ojos y oídos en París. Ricardo Courtenay cumplió esa misión a la perfección: llenó de espías y agentes de inteligencia las calles de las ciudades francesas, y de este modo Enrique V se enteró a priori de todos los datos que necesitaba para preparar la invasión.

## La muerte en Harfleur
Ricardo acompañó a su rey a Francia, cuando finalmente desembarcaron en agosto de 1415. 
En el sitio de Harfleur casi todo el ejército enfermó de disentería por causa de la necesidad de beber aguas servidas, y el obispo de Norwich se contagió y falleció de esa enfermedad el 15 de septiembre del mismo año.
El sobrino de su rival Arundel, Tomás, Conde de Arundel, combatió codo a codo con Courtenay en Harfleur, se enfermó de disentería como él y murió dos días antes.
Los restos de Ricardo Courtenay están sepultados en la Abadía de Westminster.